# 隆徳路駅
隆徳路駅（りゅうとくろえき、中文表記: 隆德路站）は中華人民共和国上海市普陀区曹家渡曹楊路と隆徳路の交差点に位置する上海地下鉄11号線と13号線の駅。

## 歴史
- 2009年12月31日：11号線の駅として開業。
- 2014年12月28日：13号線の開業により乗換駅となる[1]。

## 駅構造

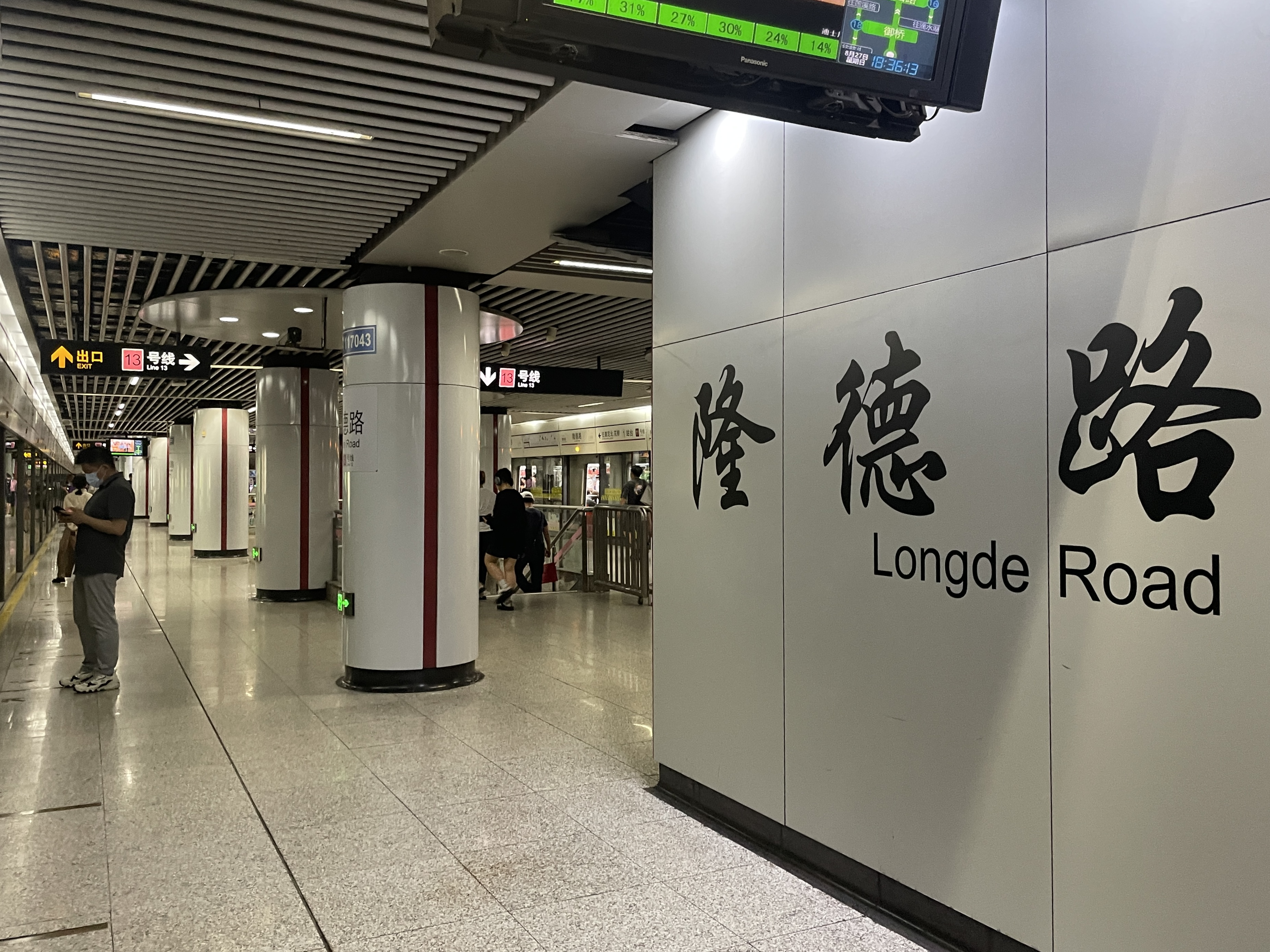
11号線ホーム
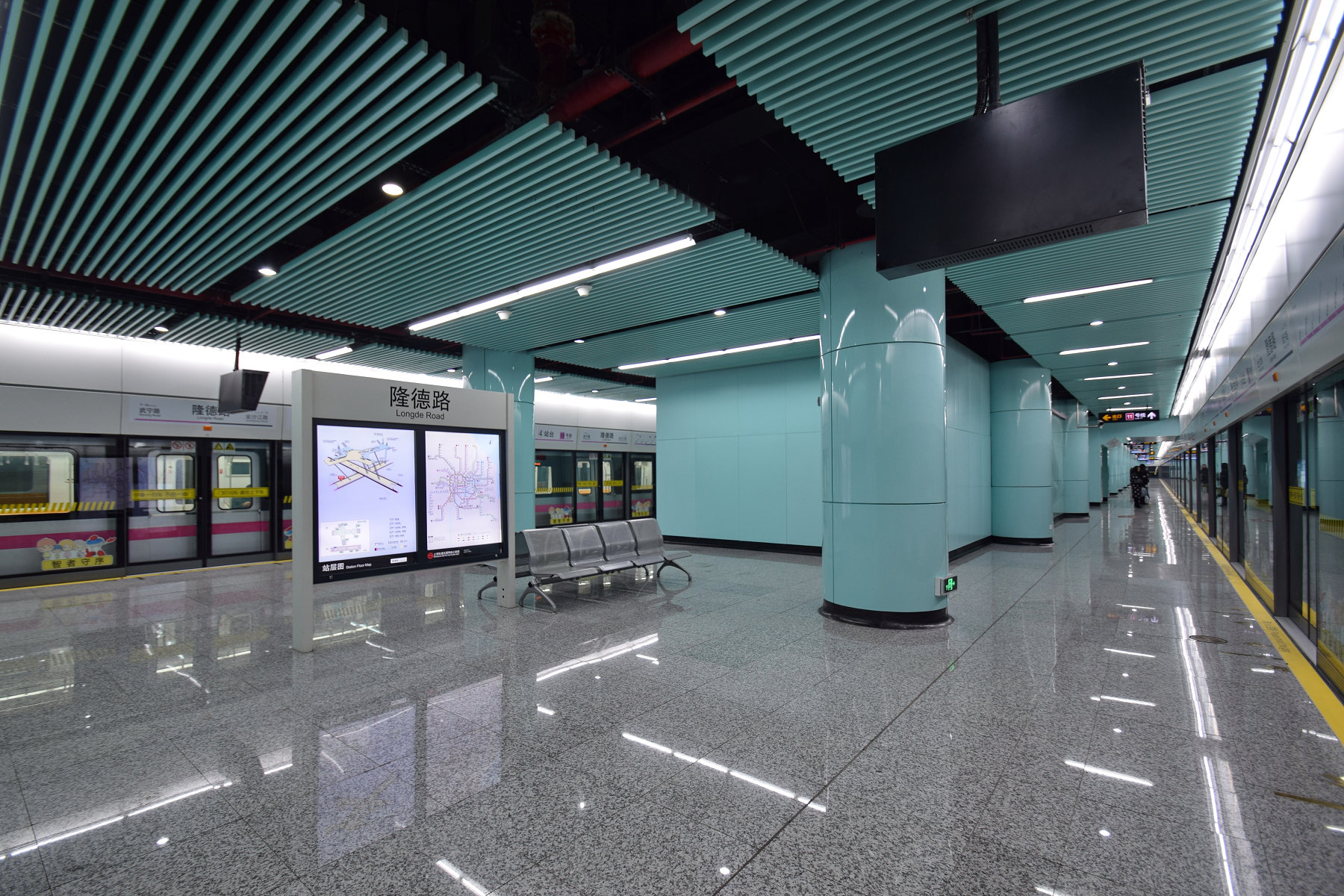
13号線ホーム
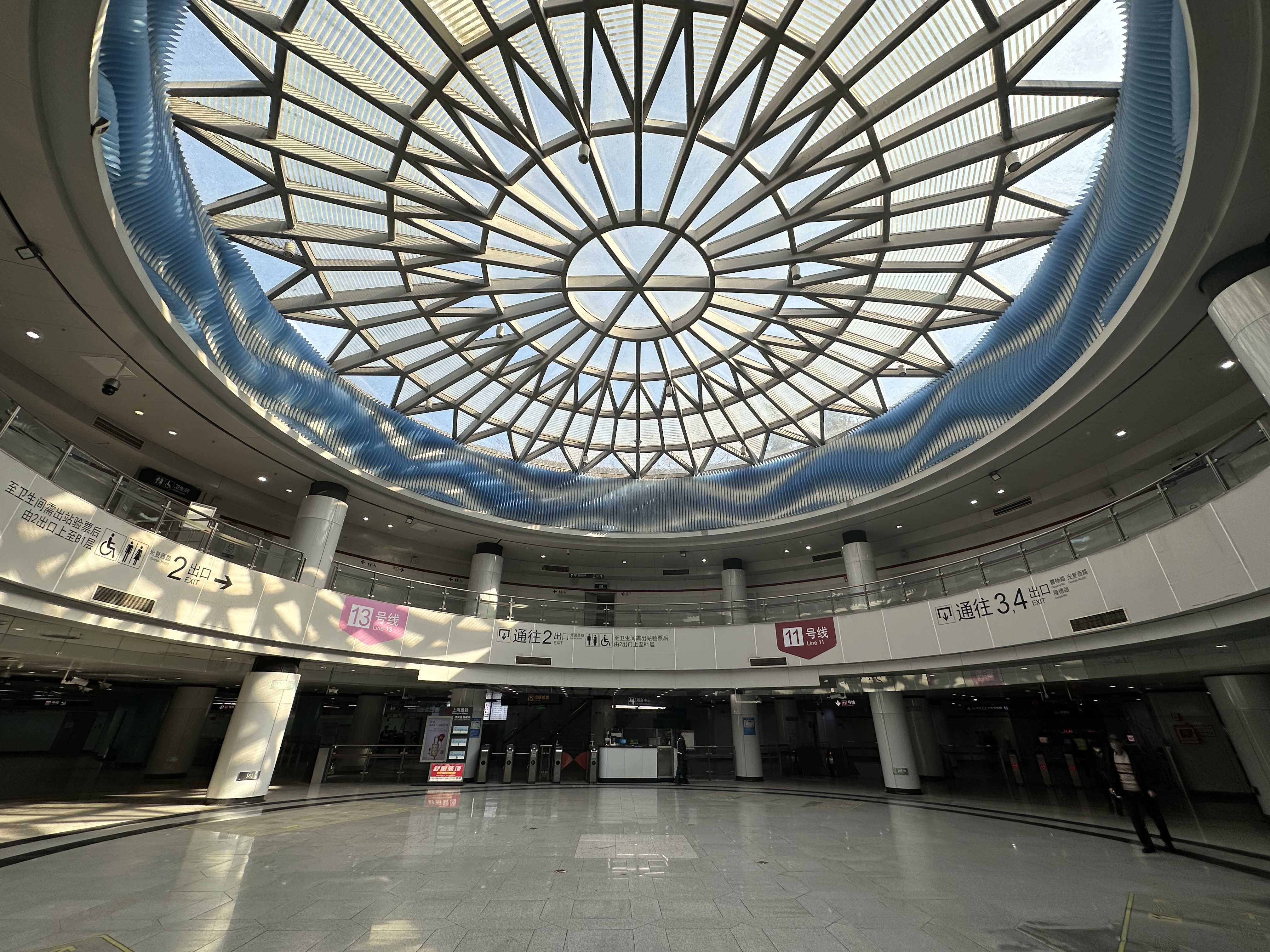
コンコース

両線共島式ホーム1面2線の地下駅。ホームドア設置。
| 番線                    | 路線     | 行先             |
| ----------------------- | -------- | ---------------- |
| 11号線ホーム（地下2階） |          |                  |
| 1                       | ■ 11号線 | 嘉定北・花橋方面 |
| 2                       | ■ 11号線 | 迪士尼方面       |
| 13号線ホーム（地下3階） |          |                  |
| 3                       | ■ 13号線 | 金運路方面       |
| 4                       | ■ 13号線 | 張江路方面       |

（出典：上海地下鉄:站层图）
- 11号線ホーム
- 13号線ホーム
- コンコース

## 駅周辺
- 開倫・江南場
- 隆徳小区
- 緑地世紀城
- 水岸豪庭

## 隣の駅
上海軌道交通
■ 11号線
曹楊路駅 - 隆徳路駅 - 江蘇路駅
■ 13号線
金沙江路駅 - 隆徳路駅 - 武寧路駅